# Fahrudin Jusufi
Fahrudin Jusufi (en serbio cirílico: Фахрудин Јусуфи; Zlipotok, Dragaš, Yugoslavia, 8 de diciembre de 1939-Hamburgo, Alemania, 9 de agosto de 2019) fue un futbolista internacional y entrenador serbio que jugó como defensa principalmente en el Partizán de Belgrado y en el Eintracht Fráncfort. Fue internacional en 55 ocasiones con la selección de Yugoslavia, con la que jugó la Eurocopa 1960 y la Copa del Mundo de 1962.

## Biografía
Jusufi nació en la localidad de Zlipotok, cerca de Dragaš, una ciudad de mayoría albanesa en lo que actualmente es Kosovo, pero que en ese momento era parte de la República Socialista de Serbia. Jusufi y su familia son de origen gorani. Su hijo, Sascha Jusufi, también fue futbolista profesional.

## Carrera profesional
Fahrudin Jusufi comenzó su trayectoria deportiva en el FK Partizan, club con el que logró, entre otros éxitos, alcanzar la final de la Copa de Europa de 1966 en la que fue derrotado por el Real Madrid. En el equipo yugoslavo permaneció desde 1957 hasta 1966, año en el que fichó por el Eintracht Fráncfort. Posteriormente jugó en dos modestos clubes alemanes, el Germania Wiesbaden y el FC Dornbirn, antes de retirarse en 1972.
En 1980 fichó como entrenador del Schalke 04, en el que permaneció una temporada. También dirigió sólo una campaña al 1860 Múnich y a su exequipo, el Partizán, en 1988, cuando decidió dejar el fútbol por completo.

## Selección nacional
Jusufi fue internacional por Yugoslavia en 55 ocasiones, lo que le convierte en uno de los futbolistas con más participaciones en el equipo nacional. Fue subcampeón de la Eurocopa 1960 y jugó la primera final de este torneo ante la Unión Soviética, en la que el equipo yugoslavo perdió 2-1 en la prórroga con Jusufi como titular. También disputó Copa del Mundo de 1962 y los Juegos Olímpicos de 1960 en los que logró la medalla de oro.